# Gárday Gábor
Gárday Gábor (született Grundtner) (Budapest, 1946. május 31. –) magyar operaénekes (bariton).

## Élete
1967–1970 között a Liszt Ferenc Zeneművészeti Főiskola hallgatója volt Sípos Jenő osztályában. 1974–1977 között a Színház- és Filmművészeti Főiskola tanulója volt. 1983-ban végzett a Szt. Cecília Akadémián Rómában.
1970–1977 között a Magyar Állami Operaház kórusában énekelt. 1977–1990 között a Budapesti Operettszínház, 1990 óta pedig a Magyar Állami Operaház magánénekese.

## Színházi szerepei
- Kálmán Imre: A cirkuszhercegnő....Benelli igazgató
- Ifj. Johann Strauss: A denevér....Falke
- Kacsóh Pongrác: János vitéz....Bagó; Strázsamester
- Offenbach: A férj kopogtat....Martel
- Offenbach: Szökött szerelmesek....Brindamour
- Labiche: Florentin kalap....A ló
- Sztrelnyikov: Violetta....Andrej
- Mozart: Figaro házassága....Gróf Almaviva
- Behár György: Toledói szerelmesek....Sempronio
- Suppé: Boccaccio....Scalza
- Mozart: Don Juan....Don Juan
- Schönthan: A Szabin nők elrablása....Szilvásy Béla
- Lehár Ferenc: Luxemburg grófja....Winchester
- Máté Péter: Kaméleon....színész
- Mozart: Színlelt együgyűek....Don Cassandro
- Ifj. Johann Strauss: A cigánybáró....Carnero gróf; Homonnay
- Huszka Jenő: Mária főhadnagy....Draskóczy Ádám
- Ribnyikov: A remény (Juno és Avosz)....Rezanov gróf
- Gyuricza Klára: Rivalda nélkül....
- Lehár Ferenc: A mosoly országa....Csang bácsi
- Kálmán Imre: Csárdáskirálynő....Kerekes Ferkó
- Puccini: Gianni Schicchi....Gianni Schicchi
- Benjamin Britten: Albert Herring....Sid
- Mozart: Don Giovanni....Don Giovanni
- Kodály Zoltán: Háry János...Háry János
- Erkel Ferenc: Hunyadi László....Cillei Ulrik
- Flotow: Márta, avagy a richmondi vásár....Plumkett
- Lehár Ferenc: Cigányszerelem....Dragotin Péter
- Offenbach: Hoffmann meséi....Luther; Spalanzani; Crespel; Schlemil
- Farkas Ferenc: Egy úr Velencéből....Casanova
- Offenbach: Orfeusz az alvilágban....Jupiter
- Erkel Ferenc: Bánk bán....II. Endre
- Erkel: Dózsa György....Zápolya
- Gaetano Donizetti: Szerelmi bájital....Belcore
- Franz Schubert-Berté: Három a kislány....Schober
- Britten: Peter Grimes....Ned Keene
- Strauss: Straussiada....
- Ránki György: Pomádé király új ruhája....Garda Roberto
- Puccini: Bohémélet....Alcindoro
- Sosztakovics: Kisvárosi Lady Macbeth....Rendőrfőnök

## Filmjei
- Fortunio dala – Zenés TV színház (1984)
- Olasz vendéglö – Zenés TV színház (1984)
- Éjféli operabemutató – Zenés TV színház (1985)
- Három a kislány – Zenés TV színház (1988)
- Cigányszerelem (2002)

## Díjai
- Artisjus-díj (1991)
- Bartók–Pásztory-díj (1992)

## Külső hivatkozások
- Életrajza a Magyar Állami Operaház honlapján
- Szegedi Szabadtéri Járékok
- Magyar színházművészeti lexikon
- Gárday Gábor a PORT.hu-n (magyarul)
- Gárday Gábor az Internet Movie Database oldalon (angolul)
- Színházi adattár. Országos Színháztörténeti Múzeum és Intézet. (Hozzáférés: 2025. március 19.)